# Tanytarsus anderseni
Tanytarsus anderseni är en tvåvingeart som beskrevs av Ernst Josef Fittkau och Reiss 1971. Tanytarsus anderseni ingår i släktet Tanytarsus och familjen fjädermyggor. Arten är reproducerande i Sverige. Inga underarter finns listade i Catalogue of Life.